# Challenger Ciudad de Guayaquil 2010
Il Challenger Ciudad de Guayaquil 2010 è stato un torneo professionistico di tennis maschile giocato sulla terra rossa, che faceva parte dell'ATP Challenger Tour 2010. Si è giocato a Guayaquil in Ecuador dall'8 al 14 novembre 2010.

## Partecipanti

### Teste di serie
| Nazionalità | Giocatore        | Ranking* | Testa di serie |
| ----------- | ---------------- | -------- | -------------- |
| Argentina   | Carlos Berlocq   | 79       | 1              |
| Argentina   | Brian Dabul      | 86       | 2              |
| Brasile     | João Souza       | 101      | 3              |
| Argentina   | Horacio Zeballos | 113      | 4              |
| Slovenia    | Grega Žemlja     | 120      | 5              |
| Brasile     | Marcos Daniel    | 123      | 6              |
| Argentina   | Máximo González  | 154      | 7              |
| Francia     | Éric Prodon      | 163      | 8              |

- Ranking al 1º novembre 2010.

### Altri partecipanti
Giocatori che hanno ricevuto una wild card:
- Júlio César Campozano
- Emilio Gómez
- Eric Nunez
- Roberto Quiroz

Giocatori passati dalle qualificazioni:
- Andrea Arnaboldi
- Benjamin Balleret
- Gianluca Naso
- Martín Vassallo Argüello

## Campioni

### Singolare
Paul Capdeville ha battuto in finale  Diego Junqueira con il punteggio di 6–3, 3–6, 6–3.

### Doppio
Juan Sebastián Cabal /  Robert Farah hanno battuto in finale  Franco Ferreiro /  André Sá con il punteggio di 7–5, 7–6(3).